# تاداگوچی کاتسوهیرو
تاداگوچی کاتسوهیرو (به ژاپنی: 谷口克広) (تولد ۱۹۴۳ –) یکی از محققان تاریخ ژاپن، تخصص وی در مورد تاریخ ژاپن در دوره سنگوکو به ویژه اودا نوبوناگا است و کتاب‌های بسیاری از وی منتشر شده‌است. وی به عنوان استاد اول در زمینه شناخت اودا نوبوناگا شهرت دارد.